# 수파낫 무에안타
수파낫 무에안타(태국어: ศุภณัฏฐ์ เหมือนตา, 2002년 8월 2일
~)는 태국의 축구 선수로, 포지션은 윙 선수. 현재 타이 리그 1의 부리람 유나이티드 FC와 태국 축구 국가대표팀 소속으로 활동하고 있다.